# Acronicta terrigena
Acronicta terrigena är en fjärilsart som beskrevs av Ludwig Carl Friedrich Graeser 1892. Acronicta terrigena ingår i släktet Acronicta och familjen nattflyn. Inga underarter finns listade i Catalogue of Life.